# Frauengefängnis Armagh

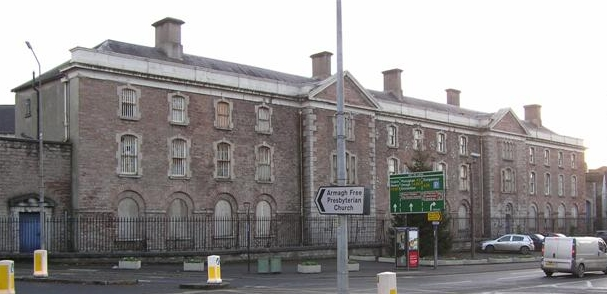
HM Prison Armagh

Das Frauengefängnis Armagh (englisch Armagh Women’s Prison) war ein Frauengefängnis in der Stadt Armagh in Nordirland, das 1986 geschlossen wurde.

## Geschichte
Während des Nordirlandkonflikts wurden in Armagh auch republikanische Frauen gefangengehalten. Diese Frauen hatten einen politischen Status. 30 von ihnen beteiligten sich ab März 1978 am so genannten Dirty Protest. Dabei verließen sie ihre Zellen nicht und schmierten neben Exkrementen auch ihr Menstruationsblut an die Zellenwände. Am Blanket Protest beteiligten sich die Frauen dieses Gefängnisses nicht, da sie das Recht zum Tragen eigener Kleidung hatten – im Gegensatz zu den männlichen inhaftierten Republikanern, die dieses Recht nur vorübergehend in einem Hungerstreik von 40 Mitgliedern der Irish Republican Army (IRA) 1972 durchgesetzt hatten. Als am 27. Oktober 1980 die IRA-Mitglieder Brendan Hughes, Tommy McKearney, Raymond McCartney, Tom McFeeley, Sean McKenna, Leo Green und das INLA-Mitglied John Nixon einen Hungerstreik zur Durchsetzung von fünf Forderungen begannen, war einen Tag danach der Dirty Protest beendet. Drei Frauen in Armagh nahmen an diesem Hungerstreik von 1980 teil. Eine von ihnen war Mairéad Farrell, die bereits am Dirty Protest beteiligt war. Sie wurde 1988 vom SAS in Gibraltar in der Operation Flavius erschossen; sie war aber nicht am Irischen Hungerstreik von 1981 beteiligt.
Am 19. April 1979 wurde Agnes Wallace, eine 40 Jahre alte Gefängniswärterin, bei einem Anschlag der IRA erschossen, und weitere drei Wärterinnen wurden durch Gewehrschüsse und Granaten außerhalb des Gefängnisses verletzt.
2009 kündigte Her Majesty’s Prison Service an, dass das 1986 geschlossene Gefängnis zu einem Luxushotel werden solle. Die ab 1780 errichteten Gefängnisgebäude stehen seit April 1975 unter Denkmalschutz und wurden in Grade B+ eingestuft.